# Francisco Ramalho da Silva Filho
Francisco Ramalho da Silva Filho é um político brasileiro do estado de Minas Gerais, natural de Prudente de Morais.
Foi deputado estadual em Minas Gerais, ficando na Assembleia por duas legislaturas consecutivas, da 12ª legislatura à 13ª legislatura (1991 a 1999) sendo eleito pelo PSDB.
Foi prefeito municipal de Itaúna de 1983 a 1988.
Nota de falecimento de Francisco de Ramalho da Silva Filho no site da Prefeitura de Itaúna:
A Prefeitura Municipal de Itaúna comunica, com profundo pesar, o falecimento do ex-prefeito do Município, Francisco Ramalho da Silva Filho, na manhã deste sábado (04).
Nascido em 22 de janeiro de 1941, digno representante do povo, notável personalidade política, Ramalho foi prefeito de Itaúna no período entre 1983 e 1988. Enquanto Chefe do Executivo e grande conhecedor da administração pública, realizou uma transformação social com a construção do Espaço Cultural, Câmara Municipal, canteiro de obras da Prefeitura, duplicação da Rua Silva Jardim, dentre tantas importantes intervenções urbanas. Foi também Deputado Estadual durante dois mandatos, entre os anos de 1991 e 1999, e Secretário Municipal de Infraestrutura e Serviços, no governo do prefeito Neider Moreira, desde o dia 02 de janeiro, do corrente ano.
A Prefeitura de Itaúna se une à família enlutada, diante da inestimável perda, ao tempo em que decreta luto oficial de três dias, no Município.
O velório será realizado, a pedido da família, no Velório Municipal Central, e o sepultamento, às 17 horas, no Cemitério Central